# Награда Плави чуперак
Награда Плави чуперак додељује се сваке године домаћем писцу за најбољу књигу за децу објављену у Србији током претходне године, почев од 2013.
Награду Плави чуперак додељује Међународни центар књижевности за децу Змајеве дечје игре у сарадњи са часописом за децу Невен од јануара 2013.

## Историја
Награда се додељује сваке године у знак сећања на песника Мирослава Антића, првог главног и одговорног уредника обновљеног часописа за децу Невен.
Награда је установљена 2013. године, када се обележавало пола века од изласка из штампе "Плавог чуперка" Мирослава Мике Антића.
О додели награде одлучује жири који чине писаци, критичари, теоретичари и професори дечје књижевности. Сваки од позваних чланова жирија бира пет књига за децу и рангира их од првог до петог места по свом вредносном критеријуму.

## Добитници

#### 2013.
- Душан Поп Ђурђев, за књигу О бабама и жабама, Пчелица, Чачак, 2013.[4]

#### 2014.
- Дејан Алексић, за роман Ципела на крају света, Креативни центар, Београд, 2014.[5]

#### 2015.
- Јасминка Петровић, за роман Лето када сам научила да летим Креативнои центар, Београд, 2015.[3]

#### 2016.
- Урош Петровић, за књигу Караван чудеса, Лагуна, Београд, 2016.[6]

#### 2017.
- Весна Алексић, за књигу Крокодил пева, Креативни центар, Београд, 2017.[1]

#### 2018.
Равноправни добитници награде су:
- Весна Алексић, за књигу Сазвежђе виолина, Креативни центар, Београд, 2018.
- Горан Новаков, за књигу Лепо живи миш у биоскопу, Народна библиотека „Бранислав Нушић“, Нови Кнежевац, 2018.
- Пеђа Трајковић, за књигу Смешна страна света, ИК „Гамбит“, Јагодина, 2018.
- Зоран Пеневски, за књигу Сара и јануар за две девојчице, Лагуна, Београд, 2018.